# Einioja
De Einioja is een beek in het noorden van Zweden, dicht bij de grens met Finland, komt van de heuvel de Einivaara, stroomt tussen het Puotsimeer en het Armasneer de Puostirivier in en is ongeveer vijf kilometer lang.
Einioja → Puostirivier → Torne älv → Botnische Golf